# Lars Bo Hansen
Lars Bo Hansen (født 24. september 1968) er en dansk skakstormester. Han har vundet danmarksmestreskaberne to gange (1993, 1997). Hans nuværende Elo-ratingstal ligger på 2580.
Han vandt det danske juniormesterskab i 1987, der blev afholdt som vesterhavsturneringen i Esbjerg.